# Lentate sul Seveso
Lentate sul Seveso est une commune italienne de la province de Monza et de la Brianza, dans la région Lombardie.

## Administration
| Période                                  | Période | Identité | Étiquette | Qualité |
| ---------------------------------------- | ------- | -------- | --------- | ------- |
|                                          |         |          |           |         |
| Les données manquantes sont à compléter. |         |          |           |         |

### Hameaux
Birago, Camnago, Cimnago, Copreno, Lentate Centro.

### Communes limitrophes
Mariano Comense, Carimate, Cermenate, Novedrate, Cabiate, Meda, Lazzate, Misinto, Barlassina, Cogliate.